# 웨지우드

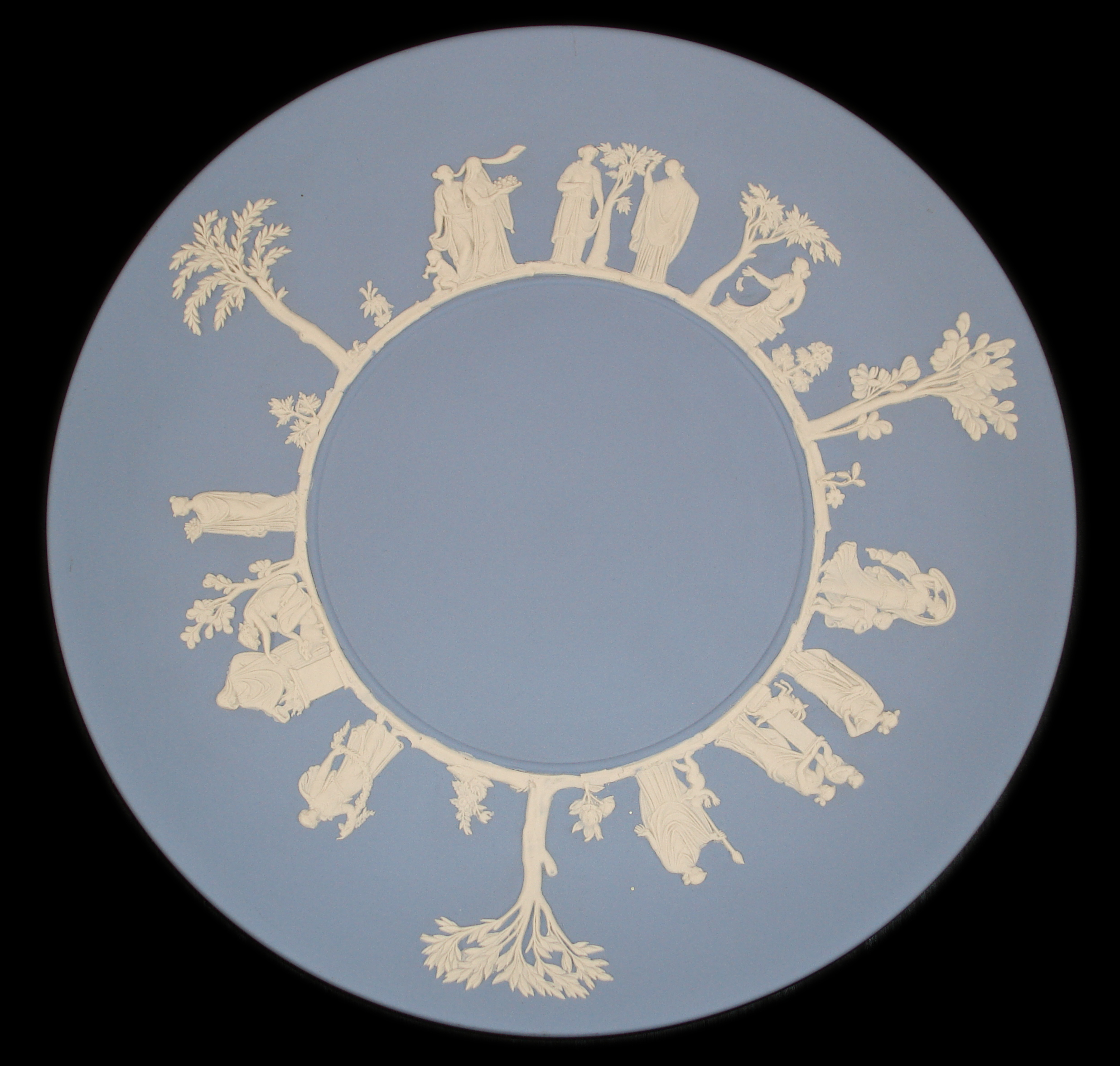
전형적인 웨지우드 청접시

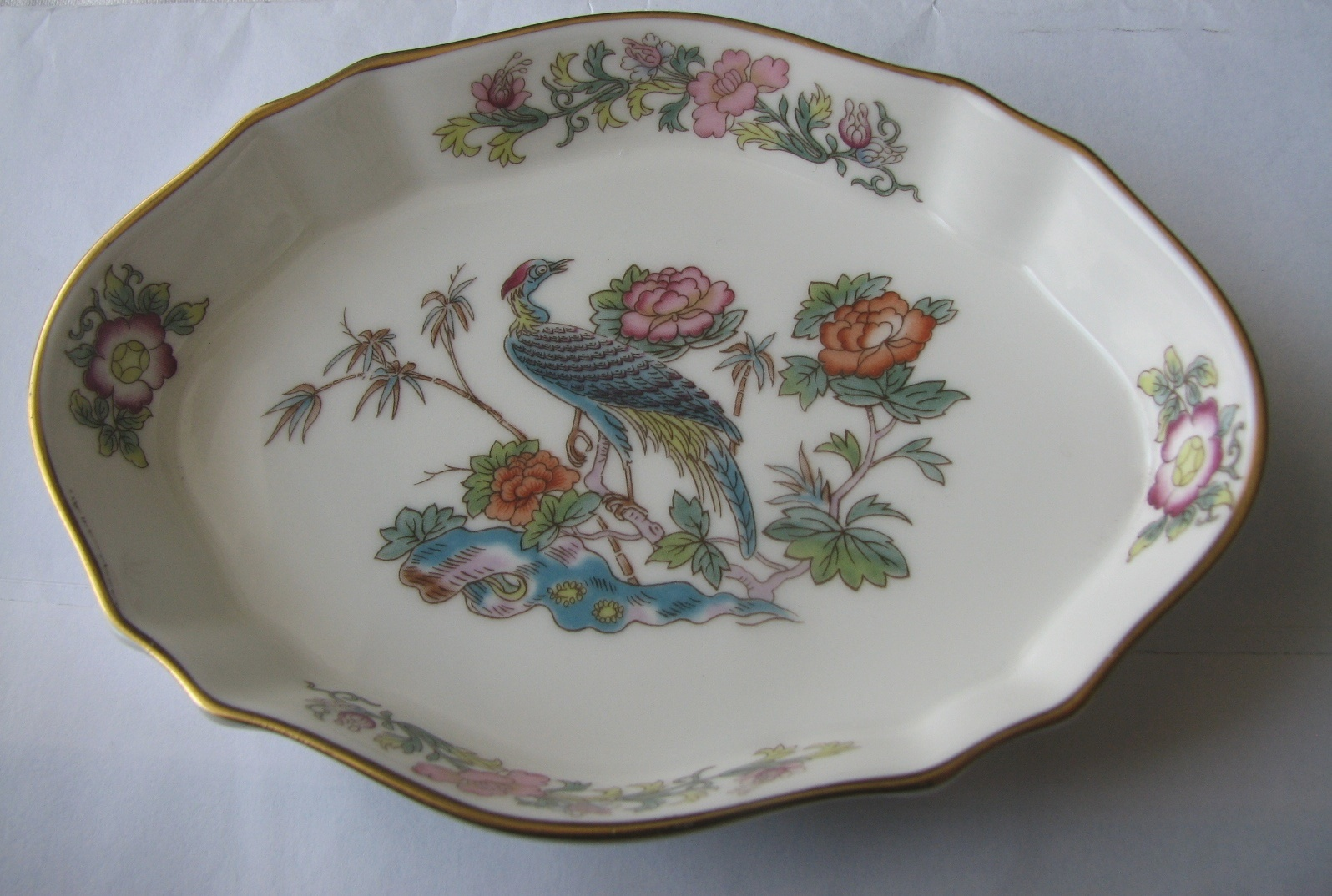
쿠타니 크래인, 웨지우드 작

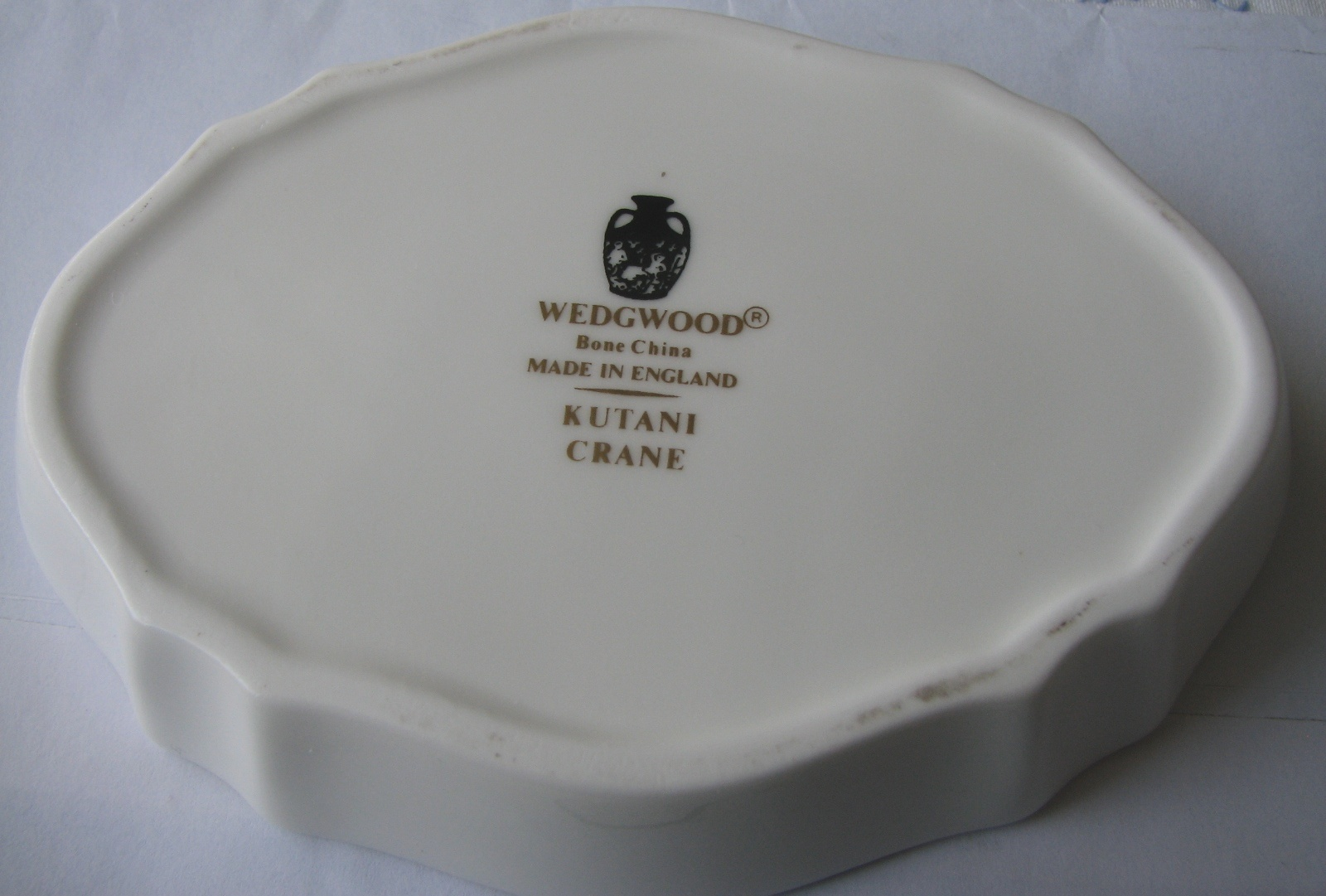
쿠타니 크래인, 웨지우드 작(뒷면)

웨지우드(Wedgwood & Corporation Limited)는 영국의 대표적인 도자기 브랜드이다. 1812년 본차이나(Bone China)를 최초로 개발한 회사로도 유명하다.
영국의 세계적인 도자기 공예가인 조지아 웨지우드가 1759년에 설립하였고 로얄덜튼사와 어깨를 나란히 하는 세계적인 도자기 브랜드의 하나로 자기매김하였다.
주고 고급식기, 티웨어를 제조, 판매하고 있고 액세서리나 타월, 홍차 등을 취급하고 있다.

## 역사
영국의 도자기 산업은 17세기까지 런던과 브리스톨에서 생산되는 델프트 도기가 주를 이뤘지만, 18세기에 들어서면 고급 도자기와 석제품이 이를 대체 하였다. 이러한 생산에 고품질의 점토가 필요하며 잉글랜드 중부의 스트랫포드 주에서 양질의 점토와 석탄을 생산하면서 도자기 산업이 급격히 발전했다.
조지아 웨지우드는 1730년에 이 지역 도공의 아들로 태어나 젊었을 때부터 도자기 기술과 화학, 도판 등의 지식을 평가받았다. 그리고 몇 차례의 공동 사업을 거친 후 1759년에 버슬렘(Burslem)에 있는 삼촌의 공장을 이어받아 사업을 시작했다. 이 때 사촌 토마스를 관리자로 고용했다.
이 아이비 하우스 공장(Ivy House Works)에서 개발한 녹색의 유약을 이용한 도기는 호평을 얻었으며, 3년 후 1762년에는 같은 버슬렘에 있는 브릭 하우스 공장(Brick House Works)으로 이전했다. 여기서 조시아는 회사의 대표작이 되는 에나멜을 이용한 엷은 황색의 도기를 완성시켰다. 이것은 샬로트 왕비(조지 3세의 아내)에게도 납품되어 1765년에 ‘퀸즈웨어’(여왕의 도기, Queen's Ware)라는 명칭의 사용이 허가되었다.
1769년에는 리버풀의 상인인 토마스 벤틀리(Thomas Bentley)를 공동경영자로서 맞아들이면서, 토마스의 인맥도 영입되어 회사는 발전을 계속했다. 퀸즈웨어는 유럽뿐만 아니라 미국 대륙에도 출시되었고, 1774년에는 러시아의 예카테리나 2세에서 944점의 프로그 서비스라고 불리는 도자기 세트의 주문을 받았다.
2008년 뉴욕발 경제 위기로 인하여 큰 어려움을 겪다가 결국 2009년에 파산하였다.

## 연혁
- 1759년 조지아 웨지우드가 스태퍼드셔주 버슬렘에서 창업.
- 1762년 브릭하우스 공장으로 이전.
- 1765년 '퀸즈웨어(Queen's ware)'라는 명칭사용의 허가를 받음.
- 1769년 에트루리아 공장 조업개시.
- 1878년 '포틀랜드 베이스(The Portland Vase)를 웨지우드의 상표에 포함.
- 1895년 조지아 웨지우드 앤 선(Josiah Wedgwood & Sons)으로 법인화.
- 1940년 발라스턴에 공장을 이전.
- 1967년 웨지우드가문이 아닌 사람이 처음으로 사장이 됨.
- 1986년 세계적인 크리스탈사 생산 업체인 워터포드와 합병.